# Burnett Island
Burnett Island ist eine 1 km lange Felseninsel mit ostwestlicher Ausrichtung im Archipel der Windmill-Inseln vor der Küste des ostantarktischen Wilkeslands. Sie ist das Zentrum der Gruppe der Swain-Inseln und liegt nördlich der Insel Honkala Island.
Die Insel wurde anhand von Luftaufnahmen der US-amerikanischen Operation Highjump (1946–1947) kartiert. 1957 nahmen Wissenschaftler der Wilkes-Station unter der Leitung des US-amerikanischen Polarforschers Carl R. Eklund (1909–1962) eine Vermessung vor. Eklund benannte sie nach Donald R. Burnett (1931–2010) von der United States Navy, Kommandant der Transporteinheit zur Unterstützung der Überwinterungsmannschaft auf der Wilkes-Station während des Internationalen Geophysikalischen Jahres (1957–1958).